# مزارع أيرلندا

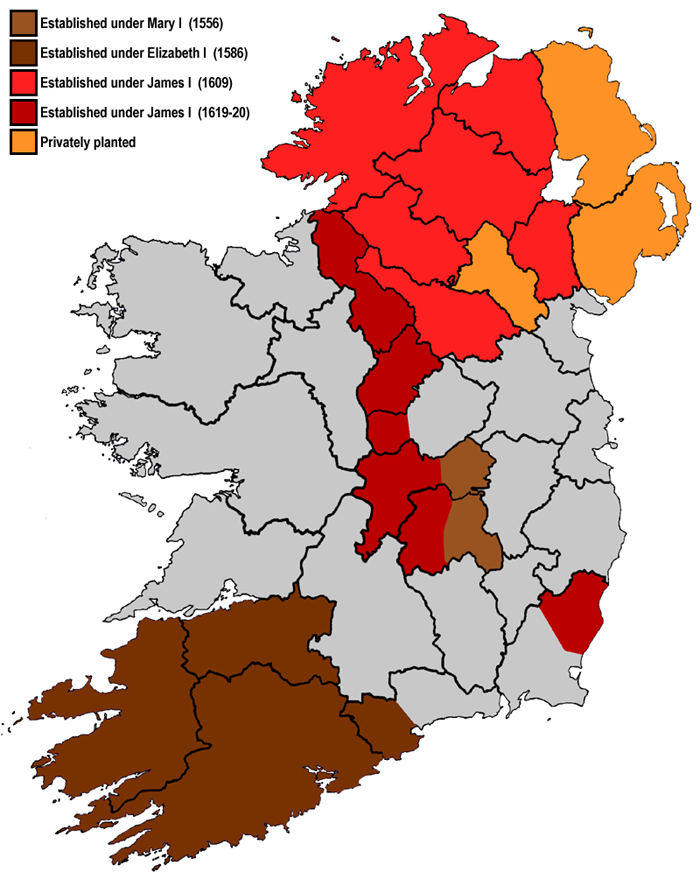

تضمنت المزارع في أيرلندا في القرنين السادس عشر والسابع عشر مصادرة مملكة إنجلترا للأراضي واستعمار هذه الأرض بمستوطنين من جزيرة بريطانيا العظمى. كانت هناك هجرة إلى أيرلندا على نطاق ضيق يعود تاريخها إلى القرن الثاني عشر، ما أدت إلى نشوء إثنية مميزة في أيرلندا تُعرف بالإنجليزية القديمة باسم هيبيرنو-نورمان Hiberno-Normans. وأنشأ ملاك الأراضي المزارع غير الرسمية بشكل خاص، مثل المزارع في مقاطعة أنتريم ومقاطعة داون.
أُنشئت مزارع القرن السادس عشر في مناطق واسعة من البلاد من خلال مصادرة الأراضي التي احتلتها القبائل الغيلية وسلالات الهيبيرنو نورمان، ولكن بشكل أساسي في محافظتي مونستر ولينستر. منح التاج هذه الأراضي لمستعمرين («مزارعين») من إنجلترا. بدأت هذه العملية في عهد هنري الثامن واستمرت في عهد ماري الأولى وإليزابيث الأولى. تسارعت العملية في عهد جيمس الأول، عندما أُنشئت مزرعة أولستر على أرضٍ صودرت من هؤلاء القادة الغيليين الذين انتهكوا شروط الاستسلام والتسليم، وفي عهد تشارلز الأول وأوليفر كرومويل؛ في فترة حكمهم، منحت الأرض أيضًا للمزارعين الاسكتلنديين.
غالبًا ما بنيت المزارع الأولى في القرن السادس عشر على مستعمرات صغيرة «نموذجية». أما المزارع اللاحقة اعتمدت على المصادرة الجماعية للأراضي من المالكين الأيرلنديين وتلا ذلك جلب العديد من المستوطنين والعمال من إنجلترا وويلز، ومن اسكتلندا فيما بعد.
أُنشئت آخر المزارع التي خططت لها الحكومة في ظل الكومنولث الإنجليزي ومحمية كرومويل خلال خمسينيات القرن السابع عشر، عندما استوطن آلاف الجنود البرلمانيين في أيرلندا. بصرف النظر عن المزارع، استمرت الهجرة الكبيرة إلى أيرلندا خلال القرن الثامن عشر، من كل من بريطانيا العظمى وأوروبا القارية.
غيرت المزارع ديموغرافية أيرلندا من خلال إنشاء مجتمعات كبيرة ذات هوية بريطانية وبروتستانتية. حلّت الطبقات الحاكمة في هذه المجتمعات محل الطبقة الحاكمة الكاثوليكية الأكبر سنًا، التي تشاركت مع عامة السكان هوية إيرلندية مشتركة ومجموعة من المواقف السياسية. مثّلت الطبقة الحاكمة الجديدة المصالح الإنجليزية والاسكتلندية في أيرلندا. تغيّرت أيضًا الطبيعة المادية والاقتصادية للمجتمع الأيرلندي، إذ ظهرت مفاهيم جديدة للملكية والتجارة والائتمان. أدت هذه التغييرات إلى إنشاء البروتستانتية المهيمنة، التي حصلت على سلطة حكومة التاج في أيرلندا من دبلن خلال القرن السابع عشر.

## المزارع الأولى (1556-1576)
أُنشئت أوائل المزارع في أيرلندا خلال فتح أيرلندا في عهد أسرة تيودور. عزمت حكومة التاج في دبلن على تهدئة البلاد تحت الحكم الإنجليزي ودمج الطبقات الحاكمة المحلية في الطبقة الأرستقراطية الإنجليزية. وهدفت الحكومة إلى جعل أيرلندا مُلكية آمنة وموثوقًا بها، وغير معرضة لخطر التمرد أو الغزو الأجنبي. حيثما فشلت سياسة الاستسلام والتسليم، صودرت الأراضي وأنشئت مزارع إنجليزية.
تحقيقًا لهذه الغاية، اعتُمد شكلان من أشكال المزارع في النصف الثاني من القرن السادس عشر. الشكل الأول هو «المزرعة النموذجية»، فيها مستعمرات صغيرة من الإنجليز تقدِّم نماذج لمجتمعات زراعية يمكن أن يحاكيها الأيرلنديون. أُنشئت إحدى هذه المستعمرات في أواخر ستينيات القرن السادس عشر، في كيريكوريهي بالقرب من مدينة كورك، على أرض مستأجرة من إيرل ديزموند.

### ليش وأوفالي
مهّد الشكل الثاني الطريق للسياسة الإنجليزية المستقبلية في أيرلندا. لقد كان عقابيًا بطبيعته، إذ أنشأ المزارع للمستوطنين الإنجليز على أراض صودرت بعد قمع المتمردين. كان أول مخطط من هذا النوع هو مزرعة مقاطعة الملك (الآن أوفالي) ومقاطعة الملكة (الآن ليش) في عام 1556، إذ أطلق عليهما اسم الملكين الكاثوليكيين الجديدين فيليب وماري على التوالي. سمّيت مدن المقاطعات الجديدة باسم فيليبس تاون (الآن دانغان) وماريبورو (الآن ميناء ليش).
كانت قبيلتا أومور وأوكونور اللتان احتلتا المنطقة، تُغيران بشكل تقليدي على بايل التي يحكمها الإنجليز والواقعة حول دبلن. أمر نائب ملك أيرلندا، إيرل ساسيكس، بتجريدهم من ملكيتهم واستبدالها بمستوطنة إنجليزية. ومع ذلك، لم تحقق المزرعة نجاحًا كبيرًا. تراجعت قبيلتا أومور وأوكونور إلى التلال والمستنقعات وواجهت تمردًا محليًا ضد المستوطنة طوال معظم السنوات الأربعين التالية. في عام 1578، قمع الإنجليز أخيرًا قبيلة أومور المهجَّرة من خلال ذبح معظم أفراد الأسر الحاكمة في مولاغماست في ليش، بعد دعوتهم إلى هناك لإجراء محادثات سلام. جرت مطاردة روري أوج أومور، زعيم التمرد في المنطقة، وقُتل في وقت لاحق من ذلك العام. دلّ العنف المستمر أن السلطات تواجه صعوبة في جذب الناس للاستقرار في مزرعتهم الجديدة. انتهى أمر الاستيطان بالتجمع حول سلسلة من التحصينات العسكرية.

### شرق أولستر
فشل إنشاء مزرعة أيضًا في أولستر الشرقية في سبعينيات القرن السادس عشر. جرى التخطيط لاستعمار شرق المحافظة (التي احتلها الماكدونيلز وكلانديبوي أونيلز) عن طريق المزارعين الإنجليز، وذلك بهدف إقامة حاجز بين غايل أيرلندا واسكتلندا، ووقف تدفق المرتزقة الاسكتلنديين إلى داخل أيرلندا. تم التعاقد مع إيرل إسيكس والسير توماس سميث على فتح شرق أولستر. ساعد زعيم أونيل، تورلوف لونيش أونيل، أقارب له في كلانديبوي، وذلك خوفًا من وجود تحصين للإنجليز عند آخر الجسر في أولستر. طلب الماكدونيلز في أنتريم، بقيادة سورلي بوي ماكدونيل، تعزيزات من أقاربهم في الجزر الغربية وهضاب اسكتلندا.
تدهورت المزرعة في نهاية المطاف، إذ ارتُكبت فيها فظائع ضد السكان المدنيين المحليين قبل أن تُهجر. قُتل برايان ماكفيليم أونيل من كلانديبوي وزوجته و 200 من رجال القبائل في وليمة نظّمها إيرل إسيكس في عام 1574. في عام 1575، شارك فرانسيس دريك (الذي انتصر لاحقًا على الأسطول الإسباني، بترتيب من إيرل إسيكس) في رحلة استكشافية بحرية بلغت ذروتها في مذبحة أودت بحياة 500 شخص من قبائل ماكدونيل في غارة مفاجئة على جزيرة راثلين. ولكن، وفقًا لما قاله هاري كيلسي، فإن دور دريك في المذبحة كان غير واضح.
في العام التالي، طالبت إليزابيث الأولى، التي انزعجت من قتل المدنيين، بوقف محاولة إنشاء هذه المزرعة.

## مزرعة مونستر (1586 فصاعدًا)
كانت مزرعة مونستر في الثمانينيات من القرن السادس عشر أول مزرعة جماعية في أيرلندا. أُنشئت كعقاب على تمرّد ديزموند، عندما تمرد جيرالدين إيرل ديزموند ضد التدخل الإنجليزي في مونستر. أُبيدت سلالة ديزموند في أعقاب تمرد ديزموند الثاني (1579-1583) وصادر التاج ممتلكاتهم. انتهزت السلطات الإنجليزية الفرصة لتستوطن في المحافظة بجلب مستعمرين من إنجلترا وويلز، أملًا بأن يكونوا حصنًا ضد المزيد من التمردات. في عام 1584، قام المسّاح العام لأيرلندا، السير فالنتين براون ولجنة استطلعت مونستر، بتخصيص الأراضي المصادَرة لمتعهّدين إنجليز (مستعمرين أثرياء «تعهّدوا» بجلب المستأجرين من إنجلترا للعمل في أراضيهم الجديدة). ألزِم المتعهّدون الإنجليز بتطوير مدن جديدة وتوفير الحماية للمناطق المزروعة ضد الهجوم.